# 야보주노

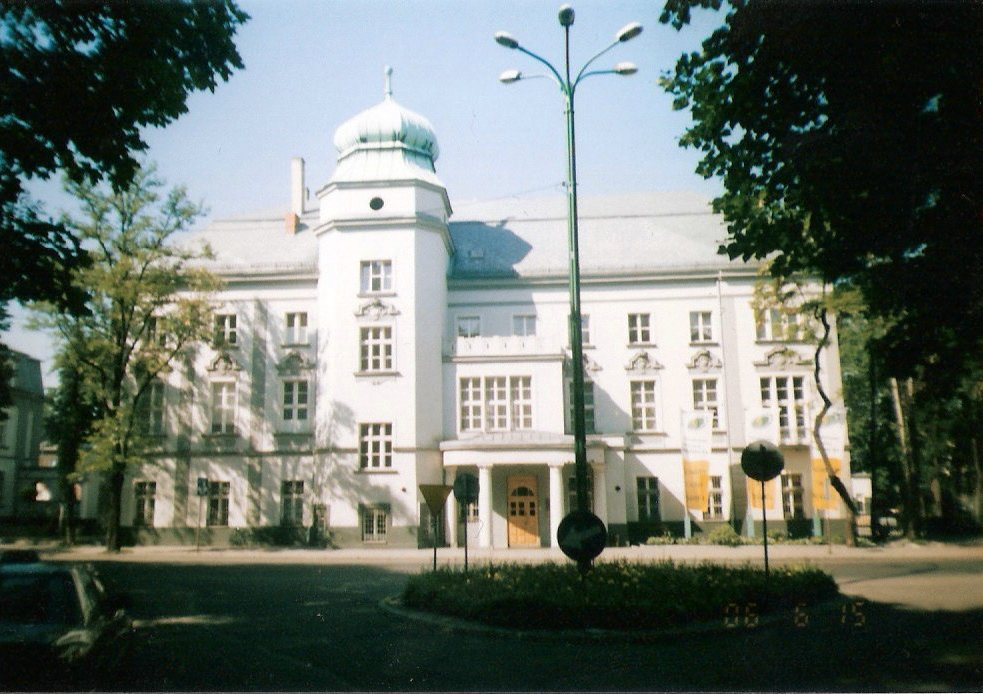
야보주노에 있는 궁전

야보주노의 위치

야보주노(폴란드어: Jaworzno, 독일어: Arnshalde 아른샬데[*])는 폴란드 남부 실롱스크주에 위치한 도시로 면적은 152.2km2, 인구는 95,520명(2008년 기준), 인구 밀도는 630명/km2이다.
13세기에 처음 등장했다. 역사적으로는 마워폴스카(소폴란드) 동부와 관련이 있고 처음에는 크라쿠프 주교의 지배를 받았다. 17세기 말 오스트리아가 실레시아를 점령한 이래 인근에 있는 광산이 개발되었다.

시기
시 문장

## 자매 도시
- 체코 카르비나
- 헝가리 시게털롬